# Chinnakkampalayam
Chinnakkampalayam è una suddivisione dell'India, classificata come town panchayat, di 10.837 abitanti, situata nel distretto di Tirupur, nello stato federato del Tamil Nadu. In base al numero di abitanti la città rientra nella classe IV (da 10.000 a 19.999 persone).

## Geografia fisica
La città è situata a 10° 41' 47 N e 77° 25' 58 E.

## Società

### Evoluzione demografica
Al censimento del 2001 la popolazione di Chinnakkampalayam assommava a 10.837 persone, delle quali 5.539 maschi e 5.298 femmine. I bambini di età inferiore o uguale ai sei anni assommavano a 938, dei quali 498 maschi e 440 femmine. Infine, coloro che erano in grado di saper almeno leggere e scrivere erano 5.684, dei quali 3.331 maschi e 2.353 femmine.